# Taeniolabidoidea
Taeniolabidoidea – nadrodzina wymarłych ssaków z Ameryki Północnej i Azji, obejmująca jedną rodzinę – Taeniolabididae. Osiągały one największe rozmiary spośród wszystkich przedstawicieli wymarłego rzędu multituberkulatów, przy czym za rekordzistę uchodzi Taeniolabis taoensis. Średnia oscylowała zaś wokół wielkości dzisiejszego bobra i prawdopodobnie też wokół jego masy, nie przekraczała więc 30 kg. U jednego z rodzajów (Lambdopsalis) odkryto zachowane w dobrym stanie dowody na istnienie futra, przy czym zwierzę pochodziło sprzed 60 milionów lat. Z kolei Catopsalis z górnokredowej Kanady jest spośród tej grupy najlepiej zachowany w warstwach paleoceńskich.
Grupa ta została pierwotnie uznana za podrząd, dopiero później zdegradowano ją do rangi nadrodziny (McKenna & Bell, 1997).
Wtórny opis taksonu obejmuje: krótki pysk, szeroki w przedniej części, łuk jarzmowy skierowany poprzecznie, co skutkowało kwadratowym kształtem czaszki (podobnie jak u rodziny Kogaionidae); kości czołowe niewielkie, zakończone ostro w kierunku tylnym, prawie całkowicie albo też zupełnie wyłączone z krawędzi oczodołu.

## Klasyfikacja
- RZĄD MULTITUBERCULATA
  - Nadrodzina Taeniolabidoidea
    - Rodzina Taeniolabididae
      - Rodzaj Catopsalis
      - Rodzaj Lambdopsalis
      - Rodzaj Prionessus
      - Rodzaj Sphenopsalis
      - Rodzaj Taeniolabis